# Academia de Samba Jurunense
A Academia de Samba Jurunense é uma escola de samba da cidade de Belém do Pará, no estado brasileiro do Pará.
A escola foi criada em 13 fevereiro de 1989, no então bairro do Jurunas, atual Condor. Até 2005, nunca havia deixado de desfilar nos desfiles oficiais do Carnaval de Belém, promovidos pela Prefeitura.

Por quatro vezes, venceu o Grupo B, e em outras quatro ocasiões, foi vice-campeã do mesmo Grupo B. Também venceu uma vez o Grupo A. A partir de 2001 passou a fazer parte do Grupo Especial das Escolas de Samba de Belém - ESA.

## Carnavais
| Ano  | Colocação | Grupo | Enredo                                                | Ref.  |
| ---- | --------- | ----- | ----------------------------------------------------- | ----- |
| 2005 |           |       | Sou Paraense vencedor, com muito orgulho, sim senhor! | [ 3 ] |
| 2009 | 4º lugar  | 2     |                                                       |       |